# Anton Skumovič
Anton Skumovič, slovenski pravnik, sodnik in pedagog, * 5. december 1864, Kapelski Vrh, † 13. december 1952, Ljubljana.
Anton Skumovič je bil med letoma 1920 in 1935 predavatelj civilno procesnega in rimskega prava na Pravni fakulteti v Ljubljani.